# VL80型电力机车
VL80型电力机车原称N8O型电力机车，是苏联铁路的干线货运电力机车车型之一，适用于25千伏工频单相交流制的电气化铁路，在1970年代至1980年代曾经是苏联交流电气化铁路的主力货运机车，广泛应用于苏联多个铁路局，以及苏联解体以后的独联体国家。
VL80型机车为双节重联的八轴电力机车，由诺沃切尔卡斯克电力机车厂于1961年在VL60型电力机车的基础上研制成功，采用交—直流电传动及引燃管整流器。1963年，成功研制了采用硅整流器及变压器低压侧调压的VL80K型电力机车。此后，机车厂又研制了具有电阻制动的VL80K型机车、采用晶闸管不等分三段全控桥调压并具有再生制动的VL80R型机车，以及能够多节自由重联（三节或四节）的VL80S型机车等。至1993年停产为止，诺沃切尔卡斯克电力机车厂共生产了4921台VL80系列电力机车，成为苏联铁路史上产量最大的电力机车车型。

## 发展历史

### 背景
1950年代初，苏联在第五个五年计划期间，开始了大规模的电气化铁路建设计划，并决定在更多铁路采用交流供电制式。1956年，在莫斯科召开的苏共第二十次代表大会上，苏联正式通过了大规模过渡到电力及内燃牵引的决定，决定在15年内建造40,000公里的电气化铁路。1957年底，诺沃切尔卡斯克电力机车厂成功研制了新一代的N6O型六轴交流电力机车（即后来的VL60型电力机车）。1958年10月，苏联交通部决定对西伯利亚铁路的马林斯克—克拉斯诺亚尔斯克—济马区段改造为交流电气化铁路，并批准N6O型电力机车投入批量生产。为了满足交流电气化铁路的货运需要，苏联铁路还需要一种新型大功率干线货运电力机车。为此，诺沃切尔卡斯克电力机车厂开始在VL60型电力机车的基础上，开发研制双节八轴的大功率交流电力机车。
在设计过程中，诺沃切尔卡斯克电力机车厂提出了五种的总体设计方案，以及两种牵引电动机端电压（750伏特、950伏特）的主电路方案以供比较。虽然从当时VL60型电力机车的运用经验看来，较低的端电压对调压系统的运作相对更为有利，但工厂认为采用950伏特的端电压能减小牵引电动机和主电路系统的设备重量。1958年底，工厂开始进行的机车的施工设计，设计性能指标优于最初设定的技术指标，小时功率为6200千瓦，持续牵引力达到44,000公斤。新机车被定型为N8O型电力机车（Н8О），其中“N”代表诺沃切尔卡斯克电力机车厂，“8”代表八轴机车，“O”代表单相交流电。

### VL80V（N8O）
1961年9月，诺沃切尔卡斯克电力机车厂试制了首台原型车（N8O-001），到同年年底又试制了两台机车（N8O-002、003）。这种机车由两节完全相同的四轴机车连接而成，每节机车上安装一台主变压器和引燃管整流器。值得注意的是，N8O型电力机车采用了与VL62型电力机车相同的变压器高压侧调压开关来实现调速控制，而非VL60型电力机车的低压侧调压。机车采用НБ-413型牵引电动机，额定电压为950伏特。机车构造速度为110公里/小时，小时功率为6200千瓦，持续功率为5560千瓦。小时牵引力为44,100公斤，小时制持续速度为50公里/小时，持续牵引力为38,300公斤，持续制持续速度为51.9公里/小时。
1961年11月至12月，N8O-001号机车在全苏铁道运输科学研究院的环形铁道试验基地，以及外高加索铁路局管内哈舒里至阿哈尔达巴区段进行了牵引性能和动力学性能试验。自1963年1月起，诺沃切尔卡斯克电力机车厂迫于在新切尔卡斯克事件后所受到的政治压力，N8O型电力机车根据苏联交通部的指示改称为VL80V型电力机车，“V”代表高压侧调压（высоковольтного регулирования）。完成试验后，三台VL80V型电力机车（VL80V-001～003）配属北高加索铁路局巴泰斯克机务段，但由于当时高压侧调压的一些可靠性问题，这些机车较少投入实际运用。

### VL80（N81）
1962年下半年，诺沃切尔卡斯克电力机车厂试制了两台N81型电力机车（N81-001、002），至1963年起改称为VL80型电力机车（VL80-004～005）。与最初的N8O型电力机车相比，N81型电力机车的司机室外观与VL60型电力机车完全相同，并改用了与VL60型电力机车相同的变压器低压侧调压方式，而引燃管整流器则仍然与N8O型电力机车一致。N81型电力机车采用了功率更大的НБ-414А型牵引电动机，额定电压为950伏特。机车构造速度为110公里/小时，小时功率为6400千瓦，持续功率为5760千瓦。小时牵引力为47,900公斤，小时制持续速度为47.8公里/小时，持续牵引力为41,100公斤，持续制持续速度为50.1公里/小时。
1962年12月，VL80-005号机车的其中一节在全苏铁道运输科学研究院的环形铁道试验基地进行了牵引性能试验，试验结果显示НБ-414А型牵引电动机的性能未如理想。而另外一节机车则在诺沃切尔卡斯克电力机车厂的环形铁道进行试验。1963年初，VL80-005号机车通过了全苏铁道运输科学研究院主持的车体及转向架强度试验，而VL80-004号机车则通过了正线运行试验。根据试验结果，诺沃切尔卡斯克电力机车厂对НБ-414А型牵引电动机的换向器、电枢线圈、电刷等部件作出了改良，并改称为НБ-414Б型牵引电动机。1963年，诺沃切尔卡斯克电力机车厂开始小批量生产VL80型电力机车，至1964年停产共生产了21台。1969年，所有早期生产的VL80型机车均进行了改造，以硅整流器取代了引燃管整流器，因而改称为VL80K型电力机车。

### VL80K

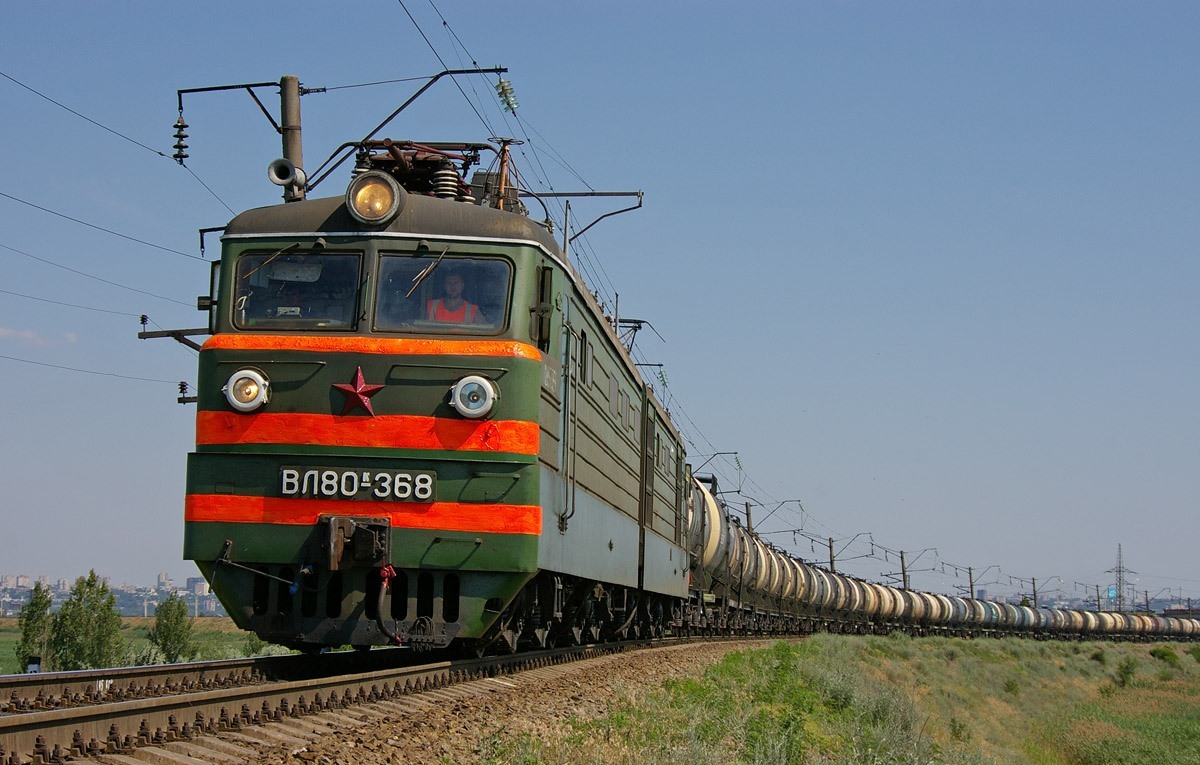
VL80K型电力机车

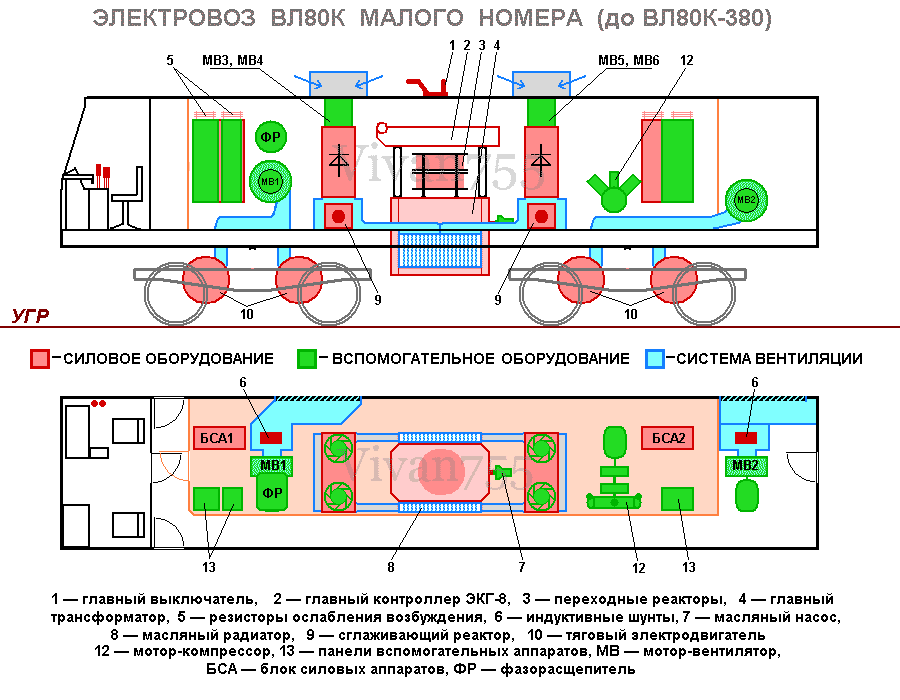
VL80^{K}型机车设备布置示意图

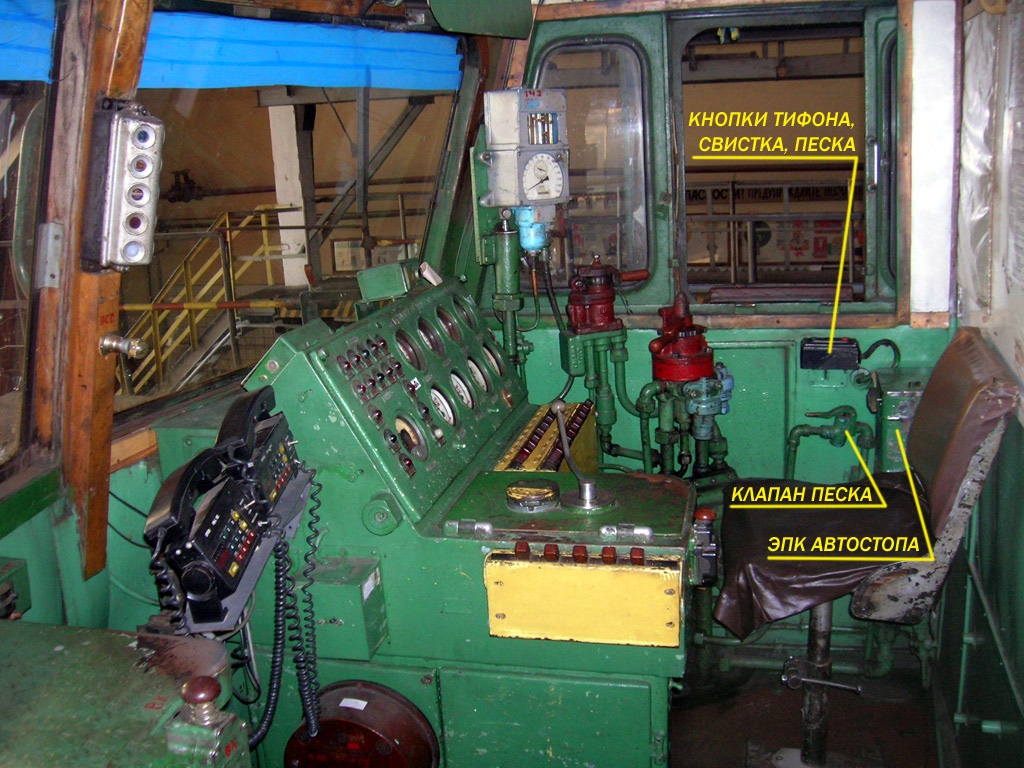
VL80^{K}型机车司机室

随着电力电子技术的发展，大功率半导体器件的生产和应用渐趋成熟。1960年代初，苏联开始研制采用硅整流器取代引燃管的交流电力机车。继VL62型电力机车及VL60K型电力机车之后，诺沃切尔卡斯克电力机车厂于1963年成功研制了首台采用硅整流器的VL80K型电力机车。1964年3月至4月，VL80K-015号电力机车在全苏铁道运输科学研究院的环形铁道试验基地完成了牵引性能试验，随后配属东西伯利亚铁路局投入运用考核。同年6月，VL80K型电力机车开始投入大批量生产。至1971年停产为止，诺沃切尔卡斯克电力机车厂共生产了695台VL80K型电力机车。VL80K型电力机车主要配属到北高加索铁路局和东西伯利亚铁路局，很快成为了苏联交流电气化铁路的主力货运机车，并显示出良好的经济效益。
VL80K型电力机车是交—直流电传动的干线货运电力机车。每节机车安装一台额定容量为4630千伏安的ОЦР-5000/25В型主变压器，以及两台ВУК-4000型硅整流器，每台整流器向一个转向架上两台并联的牵引电动机供电。硅整流器采用桥式整流电路，每一桥臂有十二个并联支路，每个支路由八个串联连接的ВКД-200-4型二极管组成，每台整流器使用384个二极管。机车采用低压调压开关进行有级调压，具有33个调压级位以及3个磁场削弱级。为了使调压时不断开电路和限制绕组短路电流，机车采用了过渡电抗器进行级位转换。但过渡电抗器亦带来经济运行级少和调压开关开断电流大等缺点，机车只有9个经济运行级。
VL80K型电力机车最初曾经采用НБ-414Б型牵引电动机。从VL80K-031号机车开始采用НБ-414В型牵引电动机，改变了驱动端轴承的设计。1965年，其中一台新造的VL80K型电力机车采用了НБ-418型直流串励牵引电动机，该型电机主极及换向极各六个，磁极和电枢分别采用H级和B级绝缘，额定电压为950伏特，电机重量为4300公斤，在97%全励磁模式下，小时功率为725千瓦，小时电流为810安倍，额定转速为每分钟1020转。同年，VL80K型电力机车开始采用带补偿绕组的НБ-418К型牵引电动机，在97%全励磁模式下的小时功率为785千瓦，小时电流为880安倍，额定转速为每分钟890转。
辅助机械采用三相异步电动机驱动，由变压器次边的辅助绕组向НБ-455А型旋转式劈相机供电，将单相交流电转换成三相交流电，向压缩机、通风机等辅助机组供应380伏特交流电。劈相机额定容量为115千伏安，转速为每分钟1490转。机车走行部为四台二轴转向架，使机车拥有良好的通过曲线性能。一系悬挂由螺旋弹簧、钢板弹簧和橡胶垫构成，二系悬挂采用中央摩擦支承和摇摆旁承，一系和二系悬挂系统静挠度分别为59.6毫米和50毫米，车体和转向架构架之间还设有垂向油压减震器。1964年出厂的VL80K-037号机车试验采用具有摇枕悬挂的转向架，悬挂系统总静挠度增加到131毫米（转向架57.6毫米，摇枕73.4毫米），使机车构造速度进一步提高到120公里/小时。1967年新造的其中12台VL80K型电力机车亦采用了相同设计。

### VL80T

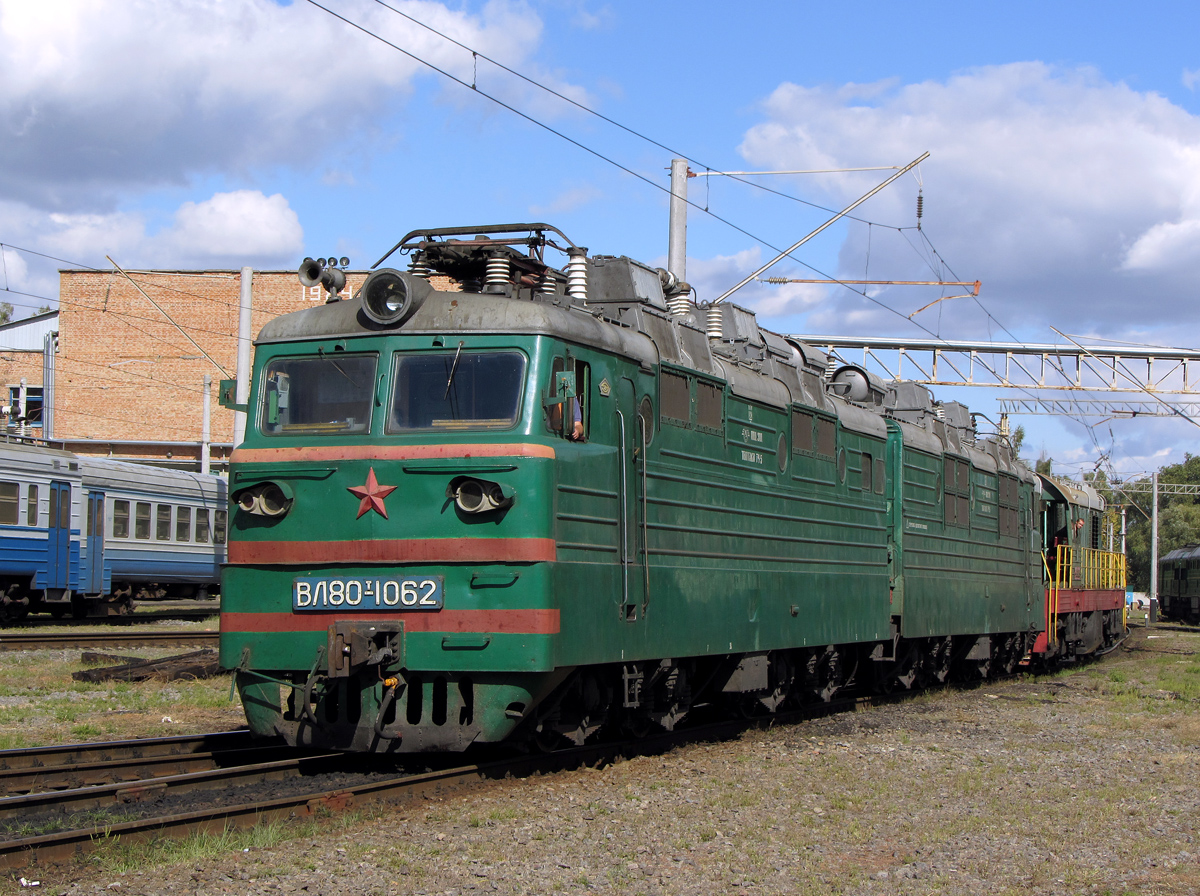
VL80T型电力机车

VL80型电力机车主要用于牵引重载货物列车，因此对机车的制动性能也提出了更高的要求。由于VL80K型电力机车并没有动态制动功能，列车仅依靠踏面制动来减速，造成了较大的闸瓦损耗。为了提高机车的平均运行速度和牵引吨位，诺沃切尔卡斯克电力机车厂与全苏电力机车研究与设计院和莫斯科动力工程学院合作，在VL80K型电力机车的基础上，于1967年研制了具有电阻制动的VL80T型电力机车。
该型机车的机械部分与VL80K型电力机车相同，而主电路系统除了电阻制动部分之外也大致相同，另外还安装了最佳制动力自动控制系统（СОАРТ）。为了增加摇枕悬挂转向架的使用经验，首两台VL80T型电力机车（VL80T-158、159）安装了与VL80K-037号机车相同的转向架。在电阻制动模式下，牵引电动机电枢绕组与牵引供电电路断开，牵引电动机变为他励发电机运转，励磁电流由晶闸管控制器调节，使机车能在较大速度范围内均匀地调节制动力，而牵引电动机所发出的电能供给制动电阻。自动控制系统能够使列车在下坡道上按设定速度运行，并自动分配电阻制动和空气制动的制动力。
1969年，VL80T型电力机车开始投入大批量生产。1967年至1980年，诺沃切尔卡斯克电力机车厂共生产了1072台VL80T型电力机车。

### VL80R

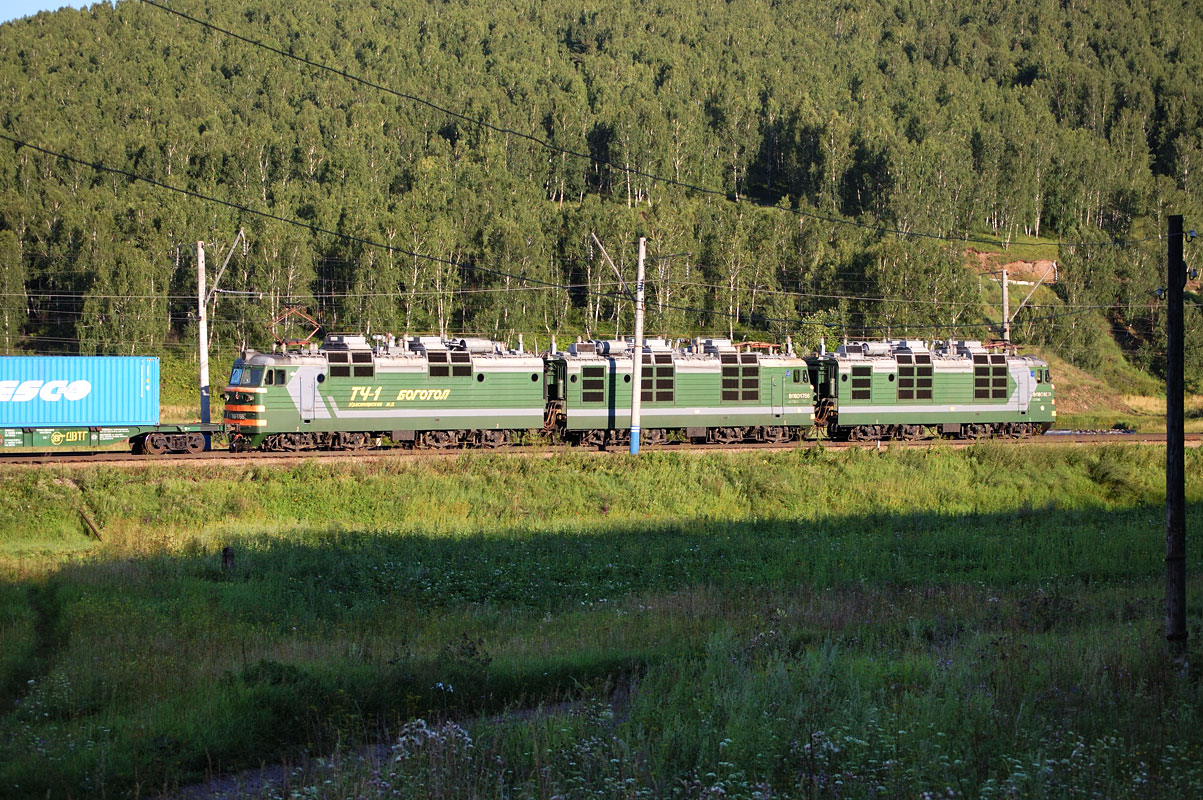
VL80R型电力机车

1967年，诺沃切尔卡斯克电力机车厂、诺沃切尔卡斯克电力机车科学研究所、全苏铁道运输科学研究院在VL80T型电力机车的基础上，合作研制了带有再生制动的VL80R型电力机车，这也是苏联第一种晶闸管相控电力机车。首台机车（VL80R-300）在全苏铁道运输科学研究院的环形铁道试验基地完成了牵引性能试验后，配属北高加索铁路局巴泰斯克机务段投入运用考核，试验结果显示再生制动的电能回收率可达到10.3%，当机车速度为50公里/小时可产生约37吨的制动力。该机车的车体、转向架、牵引电动机和辅助机械装置与VL80K型电力机车保持一致，但机车主电路则有较大变化。机车采用了晶闸管不等分三段全控桥相控整流电路，在牵引模式下晶闸管变流器实现机车的平滑调压；而在再生制动模式下，晶闸管变流器将牵引电动机所发出的直流电逆变为50赫兹单相交流电。每台机车装有四台ВИП-1760型变流器，每台变流器采用300个ТЛ200-6型晶闸管，每台机车使用1200个晶闸管元件。此外，每节机车的主电路保护系统不再采用电流接触器，改为采用变压器室内的高速断路器；而由于采用了再生制动的原因，原本位于VL80T型电力机车车顶上的制动电阻带亦被移除。
根据VL80R-300号机车的试验结果和使用经验，诺沃切尔卡斯克电力机车厂于1969年底试制了另外两台机车（VL80R-621、622），机车采用ОДЦЭ-5000/25А型主变压器和ВИП-2200型晶闸管变流器，每台变流器采用260个ТЛ2-200型晶闸管。1970年，VL80R-621、622号机车配属北高加索铁路局投入运用考核。1973年底，诺沃切尔卡斯克电力机车厂试制了VL80R-1500号机车，该机车安装了ОДЦЭ-5000/25型主变压器及ВИП2-2200М型晶闸管变流器，每台变流器采用154个Т2-320型晶闸管，进一步简化了电路结构。1974年9月，VL80R-1500号机车在北高加索铁路局完成牵引性能试验，并于1974年底至1975年年初在环形铁道试验基地通过验收试验。同年，VL80R型电力机车开始投入大批量生产。1967年至1986年，诺沃切尔卡斯克电力机车厂共生产了373台VL80R型电力机车，主要配属于克拉斯诺亚尔斯克铁路局、东西伯利亚铁路局、远东铁路局和北高加索铁路局使用。该型机车开启了苏联晶闸管相控电力机车的先河，其牵引电路系统亦被后来的VL85、VL65、EP1、E5K型电力机车所沿用。

### VL80S

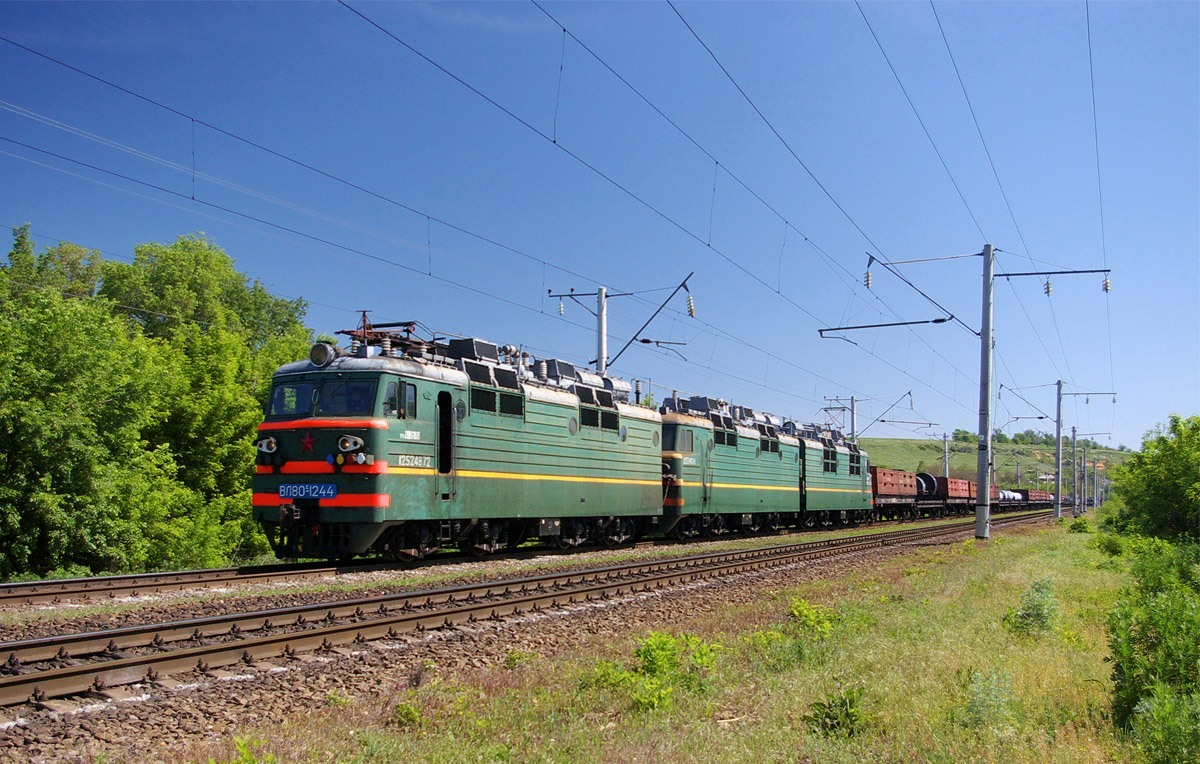
VL80S型电力机车

VL80T型电力机车未设有多机重联运行控制系统，不能与另外一台VL80T型机车重联运行。1970年代末，为了满足重载运输的需要，全苏电力机车研究与设计院为VL80T型电力机车开发了重联控制系统，设有电气重联控制和空气制动系统重联功能，司机可在其中任何一节车的司机室对两组机车进行统一控制，并监控邻车的工作情况，可实现两组机车重联运行。装备这种重联控制系统的机车被定型为VL80S型电力机车。除了重联控制和邻车监控系统外，该型机车的电气系统和机械部分与VL80T型电力机车完全相同。
1980年，VL80S型电力机车开始投入大批量生产。1982年，诺沃切尔卡斯克电力机车厂试制了经过改良的VL80S-550～552号机车，不仅两组机车（四节）能够重联运行，还能够组成三节的机车组重联运行，提高了机车运用的灵活性，但唯一的不足是第三节机车无法使用电阻制动，从1983年新造的VL80S-697号机车开始均采用了这种设计。至1995年停产为止，诺沃切尔卡斯克电力机车厂共生产了2746台VL80S型电力机车，最后一台机车（VL80S-2746）于1995年交付远东铁路局哈巴罗夫斯克二号机务段。
中国于1980年代末从苏联引进的8G型电力机车即为VL80S型机车的改进型之一。

### VL80SM

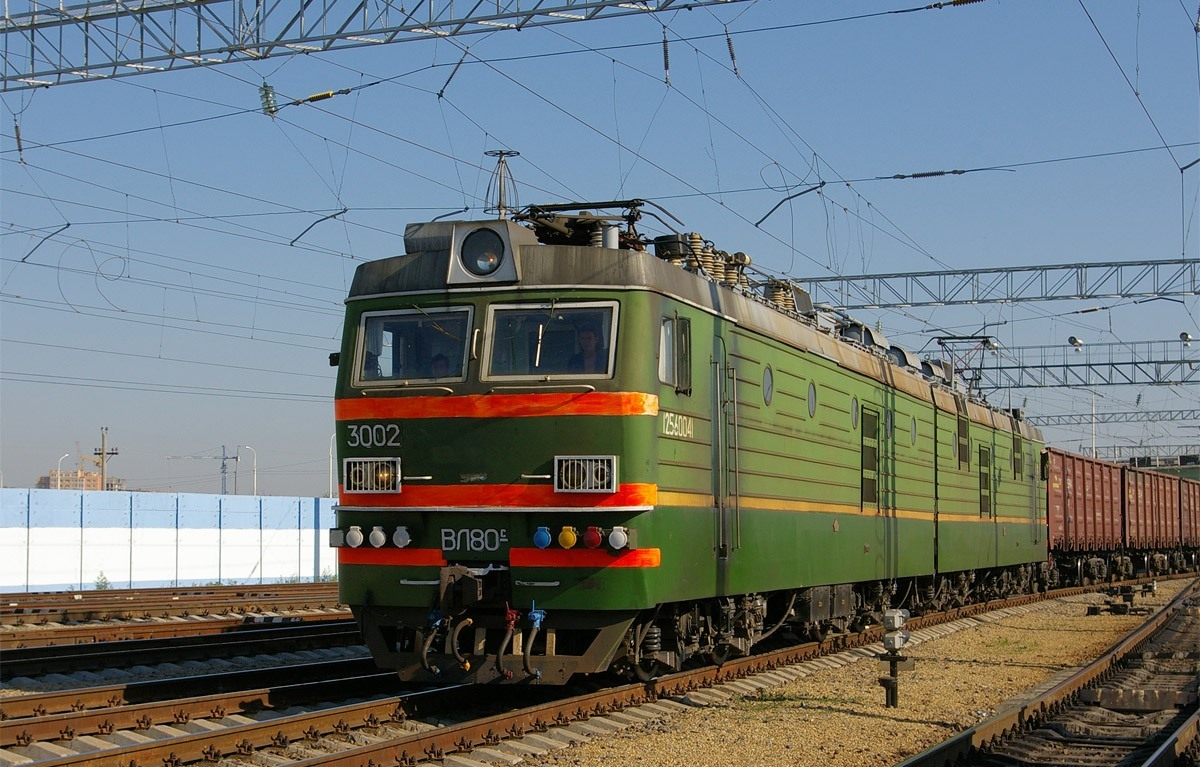
VL80SM-3002号电力机车

1990年，诺沃切尔卡斯克电力机车厂在VL80S型电力机车的基础上，结合VL85型电力机车的部分新技术，研制成VL80SM型电力机车。牵引电动机、硅整流器、牵引变压器及平波电抗器等部件都采用了当时最新的结构，并采用了更为经济的通风系统，降低了功率损耗，因而使该型机车的效率提高了2%。由于对机械部分和电气部分进行了技术改造，提高了机车的防空转性能及粘着系数，使机车的最大牵引力提高了4.4%。此外，VL80SM型电力机车并采用新设计的司机室，设有取暖装置和空调等设备。机车的持续功率为6520千瓦，持续牵引力为45,900公斤（450千牛），机车轴重为24吨。
1990年至1993年，诺沃切尔卡斯克电力机车厂共生产了4台VL80SM型电力机车（VL80SM-3001～3004），均配属北高加索铁路局巴泰斯克机务段投入运用。

### VL80A
随着电力电子技术的发展，适合铁路机车车辆使用的变频调速控制装置逐步变得实用化，使交流电动机应用于铁路机车车辆得以成为现实。苏联从1965年便开始研究电力牵引的交流传动技术。无换向器的交流电动机可分为异步电动机和同步电动机两种类型，苏联从一开始就同时往两个方向开展了交流牵引电动机传动系统的研究工作。全苏电工科学研究院（ВНИИЭ）、莫斯科铁道运输工程学院（МИИТ）、列宁格勒铁道运输工程学院（ЛИИЖТ）研究异步牵引电动机的交流传动系统；而苏联交通部全苏铁道运输科学研究院则负责研究同步牵引电动机的交流传动系统。全苏电力机车研究与设计院和诺沃切尔卡斯克电力机车厂承担了这两种型式电力机车原型车的研制和试验任务。
1967年，诺沃切尔卡斯克电力机车厂在VL80K-238号机车的其中一节机车上，安装了牵引变流装置和异步牵引电动机，而另一节机车则仍然保持不变，经过改造的这组机车被改称为VL80A型电力机车，“A”代表采用异步电动机。该原型车采用交—直—交流电传动系统，采用了与N8O型电力机车相似的变压器高压侧调压，具有32个调压级。一节机车安装有两组变流装置，经主变压器向两台硅整流机组供电，将单相交流电转换成直流电，然后由两台电流型逆变器转换成频率可调节的三相交流电输出，每台逆变器分别向每个转向架上的两台异步牵引电动机并联供电。机车采用ЭТА-1200型异步牵引电动机，额定功率为1200千瓦，额定频率为80赫兹，相电压和电流为693伏特和740安倍，齿轮传动比为19：88（1：4.632）。
根据VL80A-238号机车的研制经验，诺沃切尔卡斯克电力机车厂于1971年3月试制了VL80A-751号机车。与之前的机车不同，VL80A-751号机车的整流电路采用了变压器低压侧有级调压与晶闸管相控调压相结合的级间相控调压方式，利用低压侧调压开关构成七个大调压级，并在每级之内实现晶闸管相控无级调压，使牵引电动机端电压能够平滑调节，改善了机车的牵引性能。每节机车装有两台ВИУ 2х1200型整流器，输出电压为0～2080伏特，额定电流为1600安倍。交流传动系统采用轴控方式，每台整流器分别向两台逆变器独立供电，每台逆变器对应一台牵引电动机。机车采用НБ-602型异步牵引电动机，额定功率为1200千瓦，相电压和电流为750伏特和680安倍，电机重量为3900公斤。然而，交流传动系统存在较多不足，逆变器由于晶闸管等原因未能实现全工况运用，只能在第五调压级或以下电压工作，且机车未设有再生制动。直到1977年底，该机车才开始在莫斯科铁路局奥热列利耶机务段进行部份牵引试验项目。

### VL80B
苏联是世界上少数曾经对同步牵引电动机进行广泛研究的国家之一。1967年，诺沃切尔卡斯克电力机车厂试制了VL80B-216号机车，其中一节机车上安装了牵引变流装置和同步牵引电动机，而另一节机车则仍然和VL80K型机车保持不变，型号中的“B”代表采用无刷电动机。该机车装用ОДЦЭ-7500/25型主变压器，和VL80K型机车的ОЦР-5000/25В型主变压器相比，其容量和重量分别提高到7500千伏安和9600公斤，次边绕组输出电压调整为2×208伏特和1020伏特，另外还有励磁绕组和辅助绕组。VL80B-216号机车仍然沿用变压器低压侧调压开关，具有36级调压级，其中18级为运行位。机车上安装有四台变流器，每台变流器对应一台牵引电动机。每台变流器具有12个桥臂，每个桥臂由18个串联连接的ВКДУ-150-7型晶闸管组成，一节机车共使用864个晶闸管。机车采用НБ-600型同步牵引电动机，定子绕组由独立的晶闸管整流器提供直流励磁电源，额定功率为1200千瓦，额定转速为每分钟1600转，额定频率为80赫兹，相电压为1280伏特，电机重量为4200公斤，齿轮传动比为21：88（1：4.19）。
VL80B-216号机车于1967年11月4日进行首次试运行，并进行了一系列的调试和改进。当机车在工厂试验环线上牵引6000吨的列车，最高速度可达到70公里/小时，牵引电动机的最大过载功率可达到1700千瓦。1969年，该节采用交流传动的机车在环形铁道试验基地进行牵引性能试验，试验结果显示持续牵引力为22.8吨，最高速度可达到86公里/小时，但同时也发现变流系统的一些问题。1973年，该机车被全苏铁道运输科学研究院用于进行再生制动的研究。

### VL80V

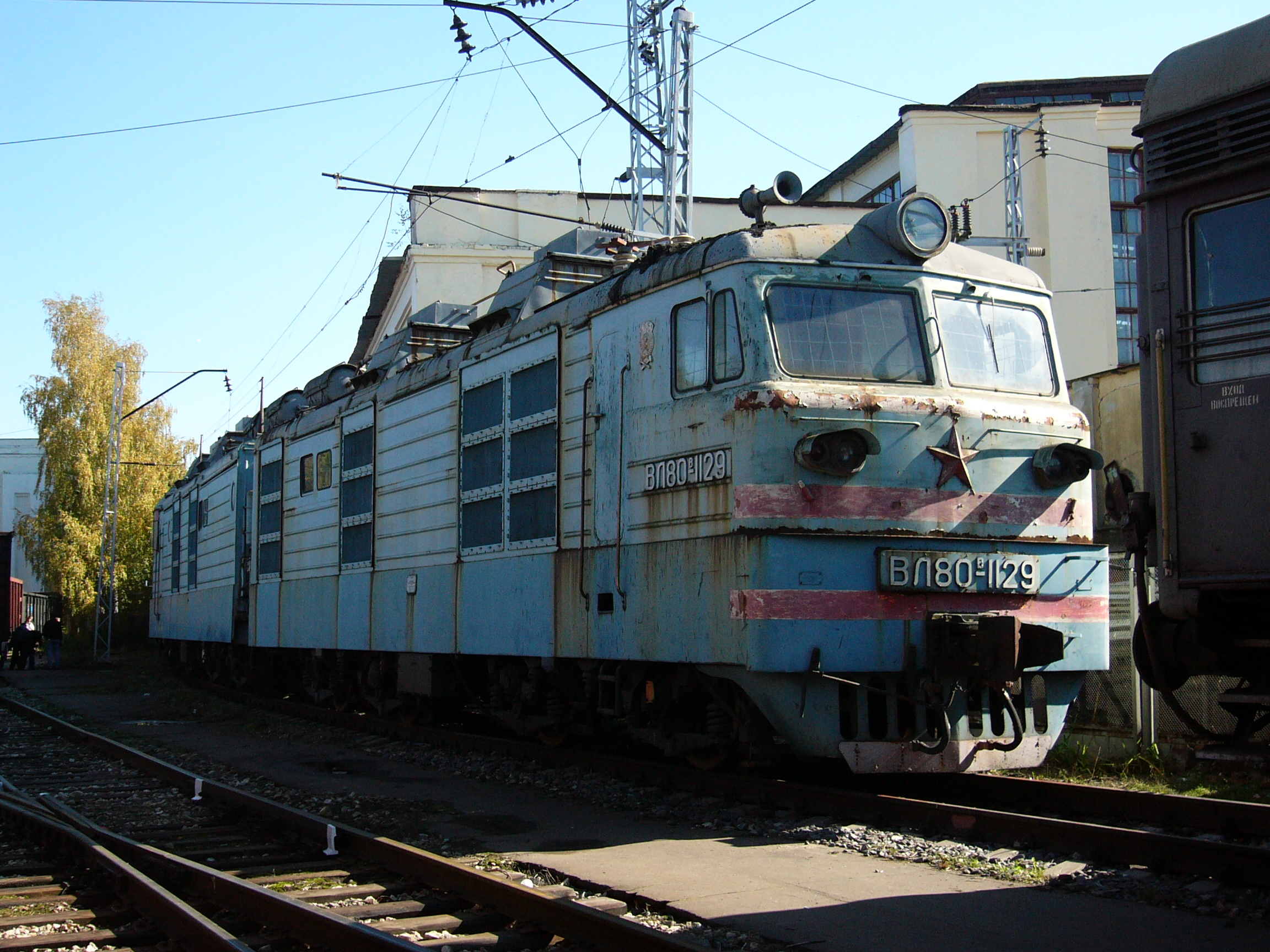
存放在环形铁道试验基地的VL80V-1129号机车

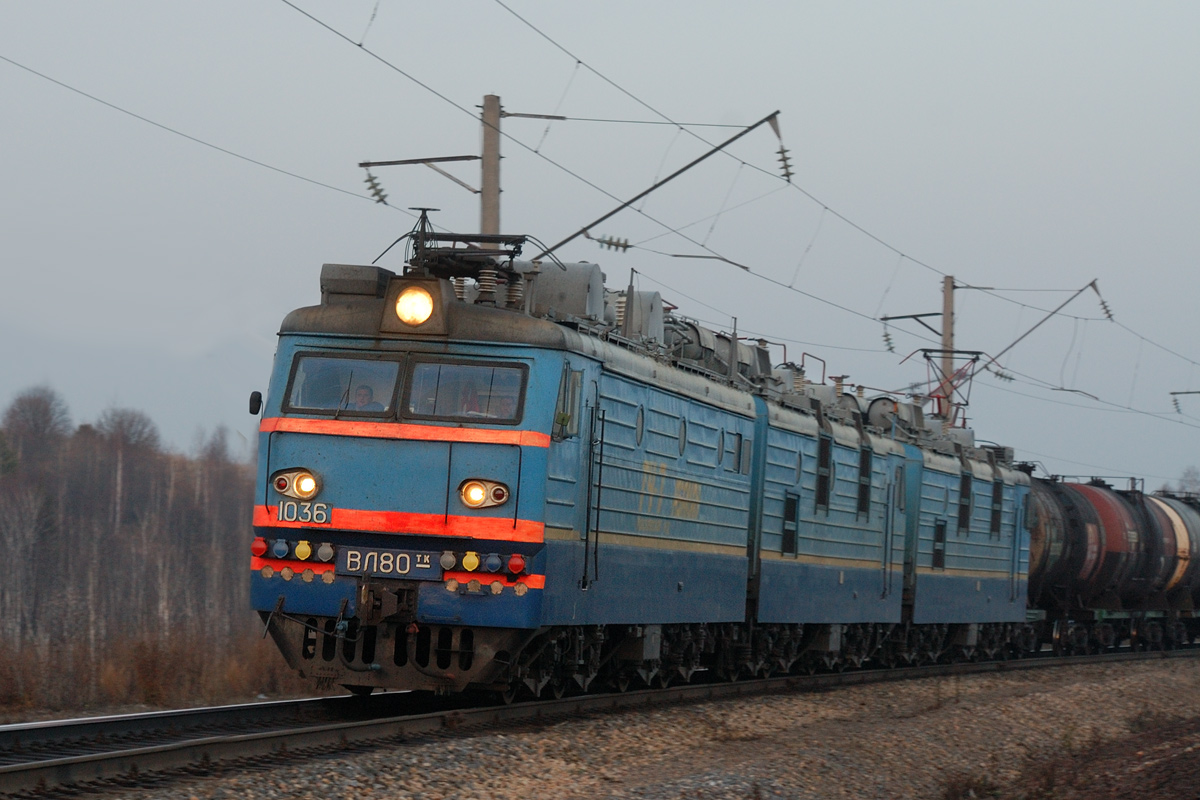
VL80TK型电力机车

根据VL80B-216号机车的试验结果，诺沃切尔卡斯克电力机车厂于1970年试制了VL80V-661号机车。该机车的机械部分和制动装置与VL80T型电力机车基本相同。压缩机及通风机由三相异步电动机驱动，采用电容式相移电路而非旋转式劈相机供电。交流传动系统经过重新设计，装用ОДЦЭ-7500/25А型主变压器，次边绕组输出电压调整为3×250伏特和1000伏特，另外还有励磁绕组和辅助绕组，变压器重量为8500公斤。机车采用ПЧФ-1У型变流器，每台变流器由168个ТЛ2-200型晶闸管组成，额定输出电压为1360伏特（140赫兹），短时间内（15分钟）可输出1125安倍（2赫兹）的大电流。机车采用НБ-601型八极同步牵引电动机，额定功率为1025千瓦，额定转速为每分钟1350转，相电压为650伏特，相电流为628安倍，电机重量为4100公斤。向逆变电路的供电采用级间相控调压方式从而实现平滑调压，利用低压侧调压开关构成七个大调压级，并在每级之内实现晶闸管相控无级调压。
VL80V-661号机车出厂后，在北高加索铁路局进行了逾6000公里的试运行，其后返回诺沃切尔卡斯克电力机车厂作进一步改进。1971年，该机车在全苏铁道运输科学研究院的环形铁道试验基地完成了牵引性能试验，试验结果显示，实测机车功率（牵引电动机输出轴）为7480千瓦，持续牵引力为46,400千牛，持续速度为58公里/小时，机车总效率为84%，功率因数为0.85。1972年9月，VL80V-661号机车配属巴泰斯克机务段投入运用考核。1973年，经过改造后该机车增加了再生制动功能，并在实际运用中获得了良好的效果。1975年底，诺沃切尔卡斯克电力机车厂又生产了VL80V-1129、1130号机车，采用了经改良的ПЧФ-1УМ型变流器，每台变流器由60个Т-500-15型晶闸管和16个ВЛ-200-12型二极管组成。1976年，诺沃切尔卡斯克电力机车厂在VL80V型电力机车的基础上，试制了采用单电机转向架的VL83型电力机车。

### 现代化改造
从2004年起，俄罗斯铁路和哈萨克斯坦铁路的部分VL80T、VL80S型电力机车在大修时陆续由乌兰乌德机车车辆修理厂（УУЛВРЗ）进行了现代化改造。除了车体结构和晶闸管整流器仍继续使用外，其他大部分电气和控制设备均被更换，并采用了和2ES5K型电力机车相似的现代化装置和设备布置。这些经过改造的机车分别被改称为VL80TK、VL80SK型电力机车，主要配属于克拉斯诺亚尔斯克铁路局、南乌拉尔铁路局、西西伯利亚铁路局等。

## 参看
- VL60型电力机车
- VL60型电力机车
- VL81型电力机车
- VL83型电力机车
- VL84型电力机车
- VL85型电力机车
- 8G型电力机车